# Bernd Feldhaus
Bernd Feldhaus (né le 17 octobre 1930 à Vreden et mort le 12 mars 2013 à Münster) est un homme politique allemand et membre du Landtag de Rhénanie-du-Nord-Westphalie (SPD).

## Biographie
Après l'école primaire et le lycée avec l'Abitur, il commence ses études en 1952 après avoir travaillé dans l'industrie de la construction. Il réussit les premier et deuxième examens d'État pour l'enseignement dans les écoles secondaires et est dans le service scolaire depuis 1960, plus récemment en tant que directeur des études.
Feldhaus est membre du SPD depuis 1963. Il est actif dans de nombreux comités du parti, y compris en tant que membre du conseil du parti SPD. Feldhaus publie un certain nombre de livres, en particulier sur son aide et son expérience dans «Aufbau Ost».
Du 28 mai 1975 jusqu'au 29 mai 1985 et du 30 juin 1987 au 30 mai 1990 Feldhaus est membre du Landtag de Rhénanie-du-Nord-Westphalie. Il est élu lors de la neuvième législature grâce à la 19e position de la liste d'État et lors des huitième et dixième législatures grâce à la liste de réserve.
De 1969 à 1974, il est membre du conseil de l'arrondissement de Münster. Feldhaus est membre du conseil municipal de Münster de 1975 à 1979.